# Принудителна перспектива
Принудителната перспектива е техника във филмовото изкуство, изобразителното изкуството, фотографията и архитектурата, която се използва, за да накара обектите да изглеждат по-големи, по-малки, по-близки или по-отдалечени, отколкото са в действителност за зрителя. Начинът, по който измеренията се изкривяват, зависи от позицията между камерата и заснетия обект или от гледната точката на зрителя и въпросния обект. Принудителната перспектива създава оптична илюзия, която се използва най-вече за да кара обектите да изглеждат по-отдалечени от камерата, когато пространството е ограничено. Филмовите продукции от 1950-те и 1960-те години са известни със своя често употребявана и не рядко очевидна привързаност към принудителната перспектива.
Примери за използване на принудителна перспектива:
- Представете си сцена в екшън филм или приключенски филм, в която динозаври нападат героите. Когато миниатюрен модел на динозавър се заснеме много близо до камерата, динозавърът изглежда зловещо голям за зрителя, въпреки че просто моделът е поставен само по-близо до камерата.

Принудителната перспектива може да се покаже по-убедително, ако средата в студиото „скрие“ грешката в перспективата. Например за финалната сцена на филма „Казабланка“ като място е избрано летище насред буря, обаче цялата сценка е заснета в студио. За да се постигне ефекта самолетът да изглежда уж по-надалеч на заден план, са използвани актьори с нисък ръст играещи обслужващия персонал, а бурята от своя страна отвлича критичното внимание на зрителя от сценката и по този начин увеличава достоверността ѝ.
Филмовата трилогия на Питър Джаксън „Властелинът на пръстените“ почти постоянно се уповава на принудени перспективи. Актьорите, които във филма уж стоят един срещу друг, всъщност на снимачната площадка се намират на различни по отдалеченост от камерата места. В сцени със статична позиция на камерата това спомага например джуджетата и хобитите да изглеждат много малки в сравнение с други.
Като нова техника и продължение на принудителната перспектива е бил разработен нов метод за филма „Задругата на пръстена“, чрез който принудителната перспектива може да се използва и в сцени с подвижна камера. Части от оборудването на сценичната площадка са сложени върху подвижни платформи, които се движат точно в синхрон с движенията на камерата, така че оптичната илюзия да се запази.
В комедията „Строго секретно!“ от 1894 г. в една сцена ефектът на принудителната перспектива е карикатурирен. Сцената започва с това, което изглежда като близък план на звънящ телефон; героите могат да се видят на заден план и от разстояние. Но когато една от фигурите отива към телефона (и към камерата), става ясно, че телефонът е значително голям и не е особено близо до камерата.
|  | Тази страница частично или изцяло представлява превод на страницата Erzwungene Perspektive в Уикипедия на немски. Оригиналният текст, както и този превод, са защитени от Лиценза „Криейтив Комънс – Признание – Споделяне на споделеното“, а за съдържание, създадено преди юни 2009 година – от Лиценза за свободна документация на ГНУ. Прегледайте историята на редакциите на оригиналната страница, както и на преводната страница, за да видите списъка на съавторите. ВАЖНО: Този шаблон се отнася единствено до авторските права върху съдържанието на статията. Добавянето му не отменя изискването да се посочват конкретни източници на твърденията, които да бъдат благонадеждни. |